# Stargate LLC
O Projeto Stargate, incorporado em Delaware como Stargate LLC,  é uma joint venture estadunidense de inteligência artificial (IA) criada pela OpenAI, SoftBank, Oracle e a empresa de investimentos MGX.  O empreendimento planeja investir até US$ 500 bilhões em infraestrutura de IA nos Estados Unidos até 2029. Foi planejado desde 2022 e foi formalmente anunciado em 21 de janeiro de 2025, pelo presidente dos Estados Unidos, Donald Trump.  O CEO da SoftBank, Masayoshi Son, será o presidente do empreendimento. 
Recebeu o nome do filme Stargate de 1994, no qual os portais estelares eram portais para outros mundos.  Devido à sua grande escala, o programa foi comparado ao Projeto Manhattan.    

## História
O termo “Stargate” remonta a 2024, quando a OpenAI e a Microsoft começaram a desenvolver um supercomputador de IA de 100 mil milhões de dólares.  
O empreendimento foi anunciado em uma coletiva de imprensa na Casa Branca em 21 de janeiro de 2025, pelo presidente Donald Trump, com Sam Altman da OpenAI, Larry Ellison da Oracle e Masayoshi Son da SoftBank o acompanhando. 
Donald Trump chamou-o de "o maior projeto de infraestrutura de IA da história" e indicou que usaria declarações de emergência para acelerar o desenvolvimento do projeto, particularmente no que diz respeito à infraestrutura energética. 

## Estrutura
O empreendimento está atualmente construindo 10 centros de processamento de dados em Abilene, Texas,   e planeja se expandir para mais estados,  com Trump dizendo que usará ordens executivas para ajudar a construir a infraestrutura do empreendimento. O novo empreendimento afirma que criará mais de 100.000 empregos nos Estados Unidos. Altman afirmou que o  SoftBank terá a "responsabilidade financeira" do empreendimento e a OpenAI terá a "responsabilidade operacional".  Arm, Microsoft, Nvidia, Oracle e OpenAI são os principais parceiros tecnológicos iniciais. 